# Giovanni Amoretti
Giovanni Amoretti (San Pancrazio Parmense, 8 febbraio 1764 – 26 maggio 1849) è stato un incisore e fabbro del Ducato di Parma e Piacenza. Collaborò coi fratelli nella tipografia e fonderia dei Fratelli Amoretti di San Pancrazio Parmense.
Nell'officina dei Fratelli Amoretti, Giovanni era specializzato nella costruzione di strumenti da taglio tipografici e rusticali. Fu sepolto nel sagrato della chiesa di San Pancrazio Parmense e su un pilastro del muro di cinta, che fece erigere a proprie spese, si legge la seguente iscrizione: "A / Giovanni Amoretti / fabbro ferraio / utilissimo collaboratore ai fratelli / il quale / costruendo egregi strumenti da taglio / crebbe l'onore della domestica officina / visse 85 anni lodato di pietà e di beneficienza / morì a' 26 maggio 1849 / e fu sepolto all'ingresso del sagrato / di cui eresse / a spese proprie la cinta laterizia / la figliuola Maria / moglie di Geronte Colombi / pose dolentissima".
La lapide è stata ripristinata nel 2007 a cura del Comitato Promotore per le Iniziative Sociali e Culturali di San Pancrazio.